# انتاریوی شمالی
انتاریوی شمالی (به انگلیسی: Northern Ontario) یک منطقه در کانادا است که در استان انتاریو واقع شده‌است.

## خصوصیات
انتاریوی شمالی ۸۰۲٬۳۷۸٫۶۷ کیلومترمربع مساحت و ۷۳۲٬۹۱۴ نفر جمعیت دارد.